# Geolycosa excussa
Geolycosa excussa este o specie de păianjeni din genul Geolycosa, familia Lycosidae. A fost descrisă pentru prima dată de Tullgren, 1905. Conform Catalogue of Life specia Geolycosa excussa nu are subspecii cunoscute.